# 生嶋順理
生嶋 順理（いくしま じゅんり、1961年－）は、日本の画家。熊本県出身。東京造形大学教授。東京造形大学美術学科卒業。東京藝術大学大学院修士課程修了。

## 出展
- 1987・89・96年　現代日本美術展
- 1986・88年　クラコウ国際版画ビエンナーレ展
- 1990年　インターグラフィック90
- 1991年　クラコウ国際版画トリエンナーレ91
- 1993年　マーストリヒト国際版画ビエンナーレ
- 1994・97年　国際版画トリエンナーレ（マケドニア）

| スタブアイコン | サブスタブ | この項目は、まだ閲覧者の調べものの参照としては役立たない、人物に関連した書きかけの項目です。この項目を加筆・訂正などしてくださる協力者を求めています（P:人物伝/PJ:人物伝）。 |